# Gutierrezia sarothrae
Espèce
Gutierrezia sarothrae, appelé communément gutierrezie faux-sarothra est une espèce de plante nord-américaine de la famille des Asteraceae.

## Description
Gutierrezia sarothrae est un arbuste vivace dont la hauteur varie de 20 à 100 centimètres. Au cours de sa première année de croissance, G. sarothrae produit une longue racine pivotante ligneuse et de nombreuses racines latérales à mesure que la plante mûrit. Les tiges sont vertes à brunes, buissonnantes et herbacées, et se ramifient vers le haut à partir d'une base ligneuse. Les tiges meurent en dormance, donnant à la plante son aspect de balai. Ils vont de lisses à quelques poils courts et peuvent être résineux et donc collants au toucher. Des grappes denses de petites fleurs à rayons jaunes se forment en grappes à l'extrémité des tiges de la mi-juillet à septembre. Comme les tiges sont à peu près de la même longueur, la plante apparaît souvent en forme de dôme ou en éventail lors de la floraison.
Les feuilles sont alternes et linéaires, et de 5 à 60 millimètres de long et de 1 à 3 mm de large. Les feuilles inférieures tombent généralement avant la floraison de la plante.
Les fleurs de G. sarothrae sont pollinisées par des insectes, ce qui donne un fruit ovale couvert d'écailles de paillettes. La plante se reproduit à partir de graines légères, densément poilues et dispersées par le vent. Une seule plante est capable de produire plus de 9 000 graines par an, bien que la plupart des graines mûres tombent sous la plante mère. Les graines peuvent rester viables dans le sol pendant plusieurs années ; dans des conditions de laboratoire, les graines sont restées viables pendant au moins deux ans.

## Répartition
Gutierrezia sarothrae se trouve dans tout le centre-ouest du Canada (les Prairies), l'ouest et le centre des États-Unis (les Grandes Plaines et les régions à l'ouest) et le nord du Mexique jusqu'aux états du Zacatecas et de Basse-Californie du Sud.

## Écologie
En raison de son utilisation efficace de l'eau et de sa tolérance à la sécheresse, il est capable de survivre dans les sites arides et semi-arides, tels que les plaines rocheuses, les contreforts secs, les crêtes rocheuses, les pentes des montagnes et les vallées semi-désertiques. Gutierrezia sarothrae est très adaptable et peut être trouvé dans une variété d'écorégions, y compris des forêts de pins et de genévriers, des déserts et terres arbustives xériques et des prairies à armoise. Il peut survivre dans une grande variété de types de sols avec un fort soleil et un bon drainage, mais la croissance serait meilleure dans les loams argileux des pentes alluviales et les sols peu profonds, rocheux ou sablonneux, et est pauvre en sols salins ou alcalins.
Les plantes communes associées sont Astragalus ripleyi, Chrysothamnus molestus, Eriogonum soredium, Eriogonum visheri, Flourensia cernua, Pediocactus bradyi, Sclerocactus glaucus, Thelypodium eucosmum, Townsendia aprica, Trifolium friscanum.
Il est une plante hôte des chenilles de Schinia ciliata, Spragueia apicalis, Synalocha gutierreziae. 
Il est une source de nourriture pour des mammifères comme le Lièvre de Californie ou des oiseaux comme le Colin écaillé. Il est important pour Antilocapra americana dans certaines régions, en particulier au printemps et en été, et peut représenter jusqu'à 28% du régime alimentaire de l'antilope.

## Usage
Gutierrezia sarothrae fut utilisé par les Amérindiens des Grandes Plaines pour diverses raisons. Les Comanches liaient les tiges ensemble pour faire des balais. Le Pied-Noir utilisait les racines pour une vapeur à base de plantes comme traitement pour les affections respiratoires. Une décoction de la plante fut utilisée par les Lakotas pour traiter le rhume, la toux et les étourdissements, tandis qu'un concentré à base de fleurs fut utilisé par les Sioux comme laxatif pour les chevaux. Les Navajos frottaient les cendres de G. sarothrae sur leur corps pour traiter les maux de tête et les étourdissements et appliquaient la plante mâchée sur les blessures, les morsures de serpent et les zones gonflées par les morsures et piqûres d'insectes. Les Zuñis utilisaient une infusion des fleurs comme diurétique et une infusion de la plante entière fut utilisée par voie topique pour les douleurs musculaires.
Gutierrezia sarothrae a peu de valeur pour les bovins et les chevaux, mais peut être un broutage d'hiver de bonne qualité pour les moutons domestiques quand il y a peu d'accès au fourrage vert.
Dans des conditions naturelles, G. sarothrae envahit rapidement les zones perturbées et peut minimiser l'érosion du sol ; par exemple, il serait en mesure de stabiliser les sols meubles soulevés par le vent dans les dunes de sable. L'United States Fish and Wildlife Service évalue comme faible à moyen pour le potentiel de contrôle de l'érosion, faible pour le potentiel de revégétalisation à court terme et faible à moyen pour le potentiel de revégétalisation à long terme.

### Gestion
Gutierrezia sarothrae est l'une des mauvaises herbes les plus répandues et les plus dommageables et peut déplacer la végétation désirable si elle n'est pas correctement gérée. Ce déplacement peut être causé par le pâturage du bétail, la sécheresse ou la suppression des incendies. Elle envahit rapidement les pâturages surpâturés, car les bovins le laissent souvent intacte pendant le surpâturage des graminées. Pour cette raison, une abondance de G. sarothrae est considérée comme un indicateur de la détérioration. C'est une espèce intolérante au feu, et est gravement blessée ou tuée par le feu ; immédiatement après un incendie, elle peut être complètement retirée d'une zone. Cependant, les graines peuvent rester viables si elles sont dans le sol, provoquant souvent une augmentation de la densité de G. sarothrae après un incendie. Cela peut rendre nécessaire de brûler à intervalles de cinq à dix ans afin de réduire ses populations.
L'efficacité des herbicides est variable ; lorsque l'application d'herbicide est efficace, les populations sont contrôlées jusqu'à cinq ans. Le contrôle mécanique est généralement inefficace ; le binage des plantes juste en dessous du sol peut être efficace, mais peut ne pas être pratique dans un sol pierreux. La lutte biologique fut également été étudiée, avec une combinaison d'un charançon argenté des racines, Heilipodus ventralis, et d'une pyrale argentine, Carmenta haematica, qui s'est révélée être une méthode efficace de lutte.

## Toxicité
Gutierrezia sarothrae peut être toxique pour les ovins, caprins et bovins domestiques lorsqu'ils sont consommés en grande quantité, bien que les chèvres domestiques soient modérément résistantes à la toxicité de G. sarothrae. La toxicité est principalement due aux saponines, qui peuvent provoquer des maladies, la mort ou l'avortement, ainsi qu'aux alcaloïdes, terpènes et flavonols dans la plante. G. sarothrae est également un absorbeur facultatif du sélénium, qui peut provoquer des maladies ou la mort en cas de grandes quantités. 9 kilogrammes de G. sarothrae frais consommés par les bovins en sept jours peuvent provoquer des avortements, et chez les bovins, les ovins et les caprins consommer de dix à vingt pour cent de leur poids corporel en deux semaines peuvent provoquer la mort. La toxicité est généralement plus élevée pendant les périodes de croissance rapide, telles que le développement précoce des feuilles, et lorsque les plantes sont cultivées sur des sols sablonneux plutôt que calcaires ou argileux.